# Ángel Canavery
Ángel Mateo Canavery (Buenos Aires, 21 de septiembre de 1850 - 20 de julio de 1916)  fue un teniente coronel del Ejército Argentino que formó parte de la llamada conquista del desierto.

## Biografía
Ángel Mateo Canavery nació el 21 de septiembre de 1850 en Buenos Aires. Formó parte del Ejército Argentino en las expediciones al desierto. De familia con tradiciones militares, era hermano del Coronel Tomás Canavery, héroe en la batalla de Lomás Valentinas, en la Guerra de la Triple Alianza, y de María Juana Canavery, madre del general Enrique Mosconi. Ángel Canavery estaba casado con Mercedes Monteros Rondeau bisnieta materna de José Rondeau
Inició su carrera en el ejército, combatiendo en 1873 contra las huestes de Ricardo López Jordán.  En 1880 con el grado de Teniente primero, acompaña al general Julio Argentino Roca, en la denominada conquista del desierto. Fue honrado por el mismo cacique Catriel con un poncho. En las revoluciones de 1880 y 1890 se mantuvo leal a las autoridades. En su carrera militar tuvo diversos destinos: Salta, Córdoba, San Luis, y en 1889 como agregado militar en Italia. Se retiró del ejército con el grado de teniente coronel. Falleció un 20 de julio de 1916.

## Enlaces
- web.archive.org
- familysearch
- familysearch

- Datos: Q8076815
- Multimedia: Ángel Canavery / Q8076815